# 西鉄国際ビジネスカレッジ
専門学校西鉄国際ビジネスカレッジ（せんもんがっこうにしてつこくさいビジネスカレッジ、英: Nishitetsu International Business College、通称:IBC）は、福岡県福岡市中央区にある私立専修学校。学校法人西鉄学園が運営する。西鉄自動車学校・西鉄自動車整備専門学校とは姉妹校である。

## 沿革
- 1994年4月 - 専門学校国際ビジネスカレッジ開校
- 2000年4月 - 専門学校西鉄国際ビジネスカレッジに改称
- 2012年4月 - 鉄道科を新設
- 2024年4月 - ITビジネス科を新設

## 学科
- ホテル・ブライダル科
- ITビジネス科
- エアライン科
- 鉄道科
- 国際ビジネス科
- 国際ホテルマネジメント科
- 夜間総合観光科

## 交通アクセス
- 薬院駅から徒歩6分

## 主な出身者
- 野球YouTuber向（YouTuber）